# NAK Novi Sad
NAK (Novosadski atletski klub), serb. cyr. HAK (Hoвocaдcки aтлeтcки клуб), węg. ÚAC (Újvidéki Atlétikai Club) – serbski klub piłkarski, mający siedzibę w mieście Nowy Sad na północy kraju.

## Historia
Chronologia nazw:
- 1910: Újvidéki Atlétikai Club (Újvidéki AC)
- 1920: Novosadski Atletski Klub (NAK)
- 1941: Újvidéki Atlétikai Club (Újvidéki AC)
- 1945: klub rozformowano

Piłkarski klub Újvidéki Atlétikai Club został założony w Nowym Sadzie (węg. Újvidék) w 1910 roku, kiedy miasto należało do Austro-Węgier i nosiło węgierską nazwę. Od 1911 do 1914 zespół występował w Nemzeti Bajnokság II mistrzostw Węgier. 1 grudnia 1918 proklamowano powstanie zjednoczonego Królestwo Serbów, Chorwatów i Słoweńców (SHS), która przejęła z rąk węgierskich Wojwodinę z Nowym Sadem i klub w 1920 zmienił nazwę na język serbski Novosadski Atletski Klub (NAK). Od 1922 uczestniczył w rozgrywkach regionalnych mistrzostw SHS, a od 1929 Jugosławii. Najpierw rozgrywane mistrzostwa Nowosadzkiego Okrężnego Związku Piłki Nożnej (drugi poziom ligowy), a potem zwycięzcy okręgów walczyli o mistrzostwo Jugosławii. W 1933 został mistrzem Nowosadzkiego OZPN, ale Wojwodina w sezonie 1932/33 nie brała udziału w rozgrywkach mistrzostw Jugosławii, a dwie ligi grały jednocześnie. W 1936 ponownie zdobył mistrzostwo okręgu i tym razem startował w mistrzostwach Jugosławii, gdzie dotarł do półfinału rozgrywek.
6 kwietnia 1941 nastąpił atak III Rzeszy na Jugosławię. Po dwunastu dniach walk państwo jugosłowiańskie upada, a jego ziemie zostają rozdzielone pomiędzy Niemcy i państwa sojusznicze: Włochy, Węgry i Bułgarię. Wojwodina (Baczka), słoweńskie Prekmurje oraz chorwackie Baranja i Medimurje zostały włączone do terytorium Węgier. Klub ponownie przyjął węgierską nazwę Újvidéki AC (UAC). W sezonie 1941/42 debiutował w węgierskiej Nemzeti Bajnokság I, w której zajął 12.miejsce. W kolejnych sezonach występował w pierwszej lidze węgierskiej, gdyż w latach 1941-1944 do Węgier należała część Jugosławii.
Po zakończeniu II wojny światowej miasto wróciło do Jugosławii. W 1945 klub został rozwiązany.

## Sukcesy

### Trofea międzynarodowe
Nie uczestniczył w rozgrywkach europejskich (stan na 31-05-2016).

### Trofea krajowe
| \| \| Zdobyte trofea w rozgrywkach Jugosławii (stan na: 31-03-2017) \| |                                                               |      |                                                |
| Rozgrywki                                                              | Osiągnięcie                                                   | Razy | Sezon(y)                                       |
| Mistrzostwo                                                            | I miejsce                                                     | 0    |                                                |
| Mistrzostwo                                                            | II miejsce                                                    | 0    |                                                |
| Mistrzostwo                                                            | III miejsce                                                   | 0    |                                                |
| Mistrzostwo                                                            | półfinalista                                                  | 1    | 1935/36                                        |
| Puchar                                                                 | zdobywca                                                      | 0    |                                                |
| Puchar                                                                 | finalista                                                     | 0    |                                                |
| II liga                                                                | I miejsce                                                     | 2    | 1933 (Nowosadzki OZPN), 1936 (Nowosadzki OZPN) |
| II liga                                                                | II miejsce                                                    | 0    |                                                |
| II liga                                                                | III miejsce                                                   | 0    |                                                |
|                                                                        | Zdobyte trofea w rozgrywkach Jugosławii (stan na: 31-03-2017) |      |                                                |

| \| \| Zdobyte trofea w rozgrywkach Węgier (stan na: 31-03-2017) \| |                                                           |      |          |
| Rozgrywki                                                          | Osiągnięcie                                               | Razy | Sezon(y) |
| Mistrzostwo                                                        | I miejsce                                                 | 0    |          |
| Mistrzostwo                                                        | II miejsce                                                | 0    |          |
| Mistrzostwo                                                        | III miejsce                                               | 0    |          |
| Mistrzostwo                                                        | 6.miejsce                                                 | 1    | 1943/44  |
| Puchar                                                             | zdobywca                                                  | 0    |          |
| Puchar                                                             | finalista                                                 | 0    |          |
| II liga                                                            | I miejsce                                                 | 0    |          |
| II liga                                                            | II miejsce                                                | 0    |          |
| II liga                                                            | III miejsce                                               | 0    |          |
| Węgry                                                              | Zdobyte trofea w rozgrywkach Węgier (stan na: 31-03-2017) |      |          |

## Stadion
Klub rozgrywał swoje mecze domowe na stadionie NAK w Nowym Sadzie, który może pomieścić 1000 widzów.